# Juan Carlos Cucalón
Juan Carlos Cucalón (n. 1963, Guayaquil, Ecuador) este un scriitor și dramaturg ecuadorian.

## Carieră literară
A studiat arhitectura și designul, începând o carieră în literatură ca urmare a înclinației sale înspre eseistică. Printre profesorii săi s-au numărat Huilo Ruales⁠(d), Miguel Donoso Pareja, Augusto Monterroso și Hisako Nakamura. Multe dintre textele sale au fost publicate în antologii și reviste, inclusiv Soho și Diners.
În 2007 a ocupat locul întâi la Concursul Bienal de Povestiri Pablo Palacio cu povestirea sa, „Miedo a U2”.
A câștigat ediția din 2009 a Competiției Naționale de Literatură Luis Félix López, cu antologia de povestiri Surcos obtusos. lucrare care include multiple teme, printre care homoerotismul⁠(d) și masculinitățile din America Latină. Juriul, format din Gilda Holst, Alicia Ortega Caicedo și Cecilia Vera, a motivat decizia, afirmând despre opera lui Juan Carlos Cucalón că reprezintă „un set de povestiri foarte bine structurate, cu o excelentă gestionare a limbajului, umorului și tensiunilor narative”. În plus, spune același juriu, demonstrează „o agilitate anecdotică și o anumită originalitate în ceea ce privește conformația personajelor și a temei”.
În 2010 a avut premiera piesei de teatru Exododedosexos, operă care are în vedere povestea a două femei transgen, Malva Malabar și Simoné Bernardette, care se pregătesc să pună în scenă o piesă de teatru aparținând lui Tennessee Williams.
Juan Carlos Cucalón este homosexual declarat și, de-a lungul carierei sale, a publicat numeroase povestiri cu personaje reprezentative pentru diversitatea sexuală, printre care se remarcă povestirea „La niña Tulita”.